# رودلف فيشر (بروفيسور)
رودلف فيشر (بالألمانية: Rudolf Fischer)‏ (و. 1913 – 2003 م) هو بروفيسور، ومعلم موسيقى، وعازف بيانو من ألمانيا، وألمانيا الشرقية، ولد في لايبزيغ، يستخدم آلات بيانو، توفي في لايبزيغ، عن عمر يناهز 90 عاماً.